# Pola Dwurnik
Pola Dwurnik (ur. 12 stycznia 1979 w Warszawie) – polska malarka, rysowniczka, graficzka i kuratorka.

## Życiorys
Uczyła się malarstwa w pracowniach rodziców – Edwarda Dwurnika oraz Teresy Gierzyńskiej. Studiowała w latach 1998–2003 historię sztuki na Uniwersytecie Warszawskim, gdzie była współzałożycielką i pierwszą redaktorką naczelną pisma „Sekcja” oraz prowadziła Galerię Zakręt. W latach 2004–2005 pobyt rezydencjonalny (artist in residence) w Stiftung Laurenz Haus w Bazylei w Szwajcarii. W 2008 była nominowana w międzynarodowym finale Henkel Art Award 2008 for Contemporary Drawing w Wiedniu za serię rysunkową Unnatural Death Series. Autorka trzech książek z rysunkami: Świetlicy (2003, Galeria Raster), Living in Basel (2007, Christoph Merian Verlag), Kroniki Towarzyskiej (2008, Centrum Sztuki Współczesnej Zamek Ujazdowski). W 2013 wydała Girl on Canvas. Dziewczyna na płótnie, książkę artystyczną poświęconą malarstwu i jego recepcji. Jest autorką ilustracji do książki poetyckiej Tomasza Majerana pt. Koty. Podręcznik użytkownika (Wydawnictwo Wolno, 2017). 
Uprawia też sztukę poczty (Mail Art) w ramach Message from Edie S. Mail Art Series.
Pola Dwurnik ma dwie pracownie – w Berlinie i Warszawie.

## Girl on Canvas. Dziewczyna na płótnie
W 2013 Pola Dwurnik wydała autorską książkę artystyczną Girl on Canvas. Dziewczyna na płótnie, do której współtworzenia zaprosiła ponad trzydzieści piszących osób, m.in. Olgę Tokarczuk, Marię Poprzęcką, Andrzeja Depkę, Oskara Ziętę. Teksty zaproszonych autorów odnoszą się do wybranych obrazów artystki. Książka została zaprojektowana przez studio Moonmadness. W 2014 Dziewczyna na płótnie została uhonorowana wyróżnieniem w 54. Konkursie Polskiego Towarzystwa Wydawców Książek „Najpiękniejsze Książki Roku 2013”.

## Wybrane wystawy indywidualne
2018: Spotkaj artystkę / Meet the artist, Galeria Bielska BWA, Bielsko-Biała
2014: Girl on Canvas, berlinerpool, Berlin
2013: Autoportret z kochankiem i papierosem, Galeria Manhattan, Łódź
2012: Erotyczny ogród Apolonii, MOCAK Muzeum Sztuki Współczesnej w Krakowie
2012: Portret wnętrza (z Regulą Dettwiler), Austriackie Forum Kultury, Warszawa
2010: Mapping the Knot, The Knot, Mariannenplatz / HAU2, Berlin
2010: Regarding the Death of Others, Galeria Lokal 30, Warszawa
2009: Malarka w Zalipiu, Zagroda Felicji Curyłowej, Muzeum Okręgowe w Tarnowie
2008: Młodzi Malarze Krakowscy, Galeria Potocka, Kraków
2008: Możliwa, niemożliwa... Demokracja, (z Aleksandrą Polisiewicz), Komuna Otwock, Warszawa.
2008: Szwajcarskie rysunki, Mieszkanie Gepperta, Wrocław.
2008: Po Królewskim Jeziorze samotny płynąłem..., Galeria XS, Kielce
2007: Living in Basel, Chłodna 25, Warszawa.
2007: Apolonia Art Gallery, CSW Zamek Ujazdowski, Warszawa
2007: Miałam chłopaka w Zielonej, BWA w Zielonej Górze
2005: Pola Dwurnik: Malerei, Ausstellungsraum Klingental, Bazylea
2003: Portrety banknotów, Galeria Nova, Kraków
2003: Projekt Świetlica, Galeria Raster, Warszawa

## Wybrane wystawy zbiorowe[17]
2014: Dzień jest za krótki, Galeria Arsenał, Poznań, Galeria BWA Sokół w Nowym Sączu
2013: Róża jest różą, Galeria BWA, Tarnów
2013: Ekonomia w sztuce, MOCAK Muzeum Sztuki Współczesnej w Krakowie
2013: Czas kolażu, Galeria Kordegarda, Warszawa
2012: A Word for a Play, Kunsthaus Baselland, Bazylea
2012: Ceremoniał, CK Krasnoje Znamja, Sankt Petersburg
2012: Rysunek wraca w wielkim stylu, Galeria Arsenał, Białystok
2012: Kolekcja II, MOCAK Muzeum Sztuki Współczesnej w Krakowie
2011: Draussen ist feindlich, Bel Etage, Rosa-Luxemburg-Platz, Berlin
2010: Fukt in Warsaw, Centrum Sztuki Współczesnej Zamek Ujazdowski, Warszawa
2010: Pairidaeza, Spukkommune, Rauchhaus, Berlin
2010: Pożegnanie z bajką, Galeria Studio BWA, Wrocław
2009: Alfabet Polski 1, Galeria BWA w Tarnowie
2009: Ano Lino 09, Štokovec priestor pre kultúru, Banská Štiavnica
2009: Like a Rolling Stone, Centrum Rzeźby Polskiej, Orońsko
2008: Henkel Art Award 2008, Galerie AirPoint, Wiedeń
2007: Młodzi z Warszawy, Miejska Galeria Sztuki w Łodzi
2006: Malarstwo polskie XXI wieku, Zachęta Narodowa Galeria Sztuki, Warszawa